# Hans Knecht
Hans Knecht (Albisrieden, 26 de setembro de 1913 - Zurique, 8 de março de 1986) foi um ciclista suíço que foi profissional entre 1939 e 1949. O seu sucesso desportivo mais destacado foi a vitória no Campeonato do Mundo de 1946.

## Palmarés
- 1938
  - Campeão do mundo em estrada amador

- 1942
  - 2.º no Campeonato da Suíça em Estrada

- 1943
  - Campeonato da Suíça em Estrada  
  - Tour do Lago Léman
  - À travers Lausanne

- 1946
  - Campeonato Mundial em Estrada  
  - Campeonato da Suíça em Estrada

- 1947
  - Campeonato da Suíça em Estrada  
  - Tour de Berna

## Resultados nas grandes voltas
| Corrida            | 1938 | 1939 | 1940 | 1941 | 1942 | 1943 | 1944 | 1945 | 1946 | 1947 | 1948 | 1949 |
| ------------------ | ---- | ---- | ---- | ---- | ---- | ---- | ---- | ---- | ---- | ---- | ---- | ---- |
| Giro d'Italia      | -    | -    | -    | -    | -    | -    | -    | -    | -    | -    | -    | -    |
| Tour de France     | -    | -    | -    | -    | -    | -    | -    | -    | -    | -    | -    | -    |
| Volta a Espanha    | -    | -    | -    | -    | -    | -    | -    | -    | -    | -    | -    | -    |
| Mundial em Estrada | -    | -    | -    | -    | -    | -    | -    | -    | 1.º  | -    | -    | -    |